# تعقيم مجزأ

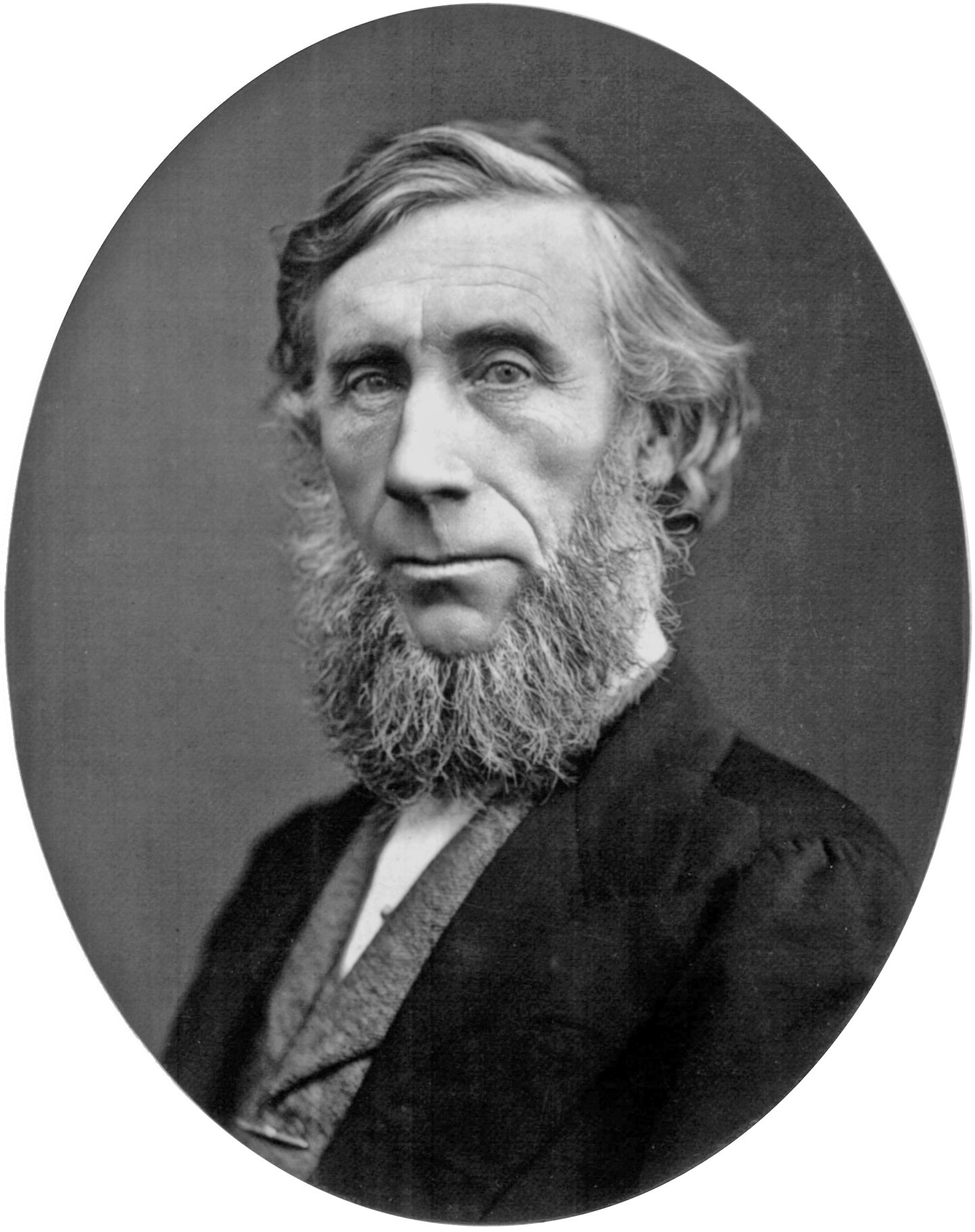
جون تندال (عالم)

التعقيم المجزأ (بالإنجليزية: tyndallization) هو عملية تحديث للمواد المعقمة منذ القرن التاسع عشر، عادة ما يكون المراد تعقيمه طعام، سمي التعقيم باسم مخترعه العالم جون تندال، وهذا يمكن استخدامه لقتل عصيات البوغ الداخلية المقاومة للحرارة. فبالرغم من اعتبارها نموذج قديم إلا أنها مازالت تستخدم أحيانا. يكون التطهير طريقة تعقيم بسيطة وفعالة شائعة الاستخدام اليومي: وهو عبارة عن تسخين  المادة  حتي درجة حرارة 121 درجة سليزية لمدة 15 دقيقة تحت نظام الضغط. إذا لم يكن التعقيم ممكن بسبب قلة ونقص الإمكانيات أو الاحتياج إلي شيء ما طاهر، وكان هذا لا يحتمل درجة حرارة أعلي، فلربما نستخدم نقطة درجة غليان الماء، وهو التسخين بعيد عن الضغط لفترة التمدد ويكون تحت درجة حرارة اعلي من 100 درجة سليزية. فسوف تقتل خلايا البكتريا  بالحرارة؛ إنما الأبواغ الجرثومية البكتيرية قادرة علي المعيشة في خلايا بكتيرية بعد الإنبات.
يمكن استخدام التعقيم المجزأ لتدمير الأبواغ الجرثومية، فمن الضروري أثناء التعقيم المجزأ تسخين المادة لحد الغليان (أو على الأقل اقل من درجة الغليان بحد بسيط) وتكرار هذه العملية لمدة 15 دقيقه لمدة  ثلاثة أيام على التوالي. الفترة المتبقية بعد كل تسخين سوف تقتل هذه الخلايا في الايام التالية أثناء التسخين. أثناء الفترات لتعقيم المادة بقائها في بيئة رطبه وفي درجة حرارة الغرفة سوف يساعد على نمو الابواغ الجرثومية. تساعد البيئة المناسبة للبكتريا على إنماء خلايا من الأبواغ الجرثومية، لكن الأبواغ الجرثومية لا تنمو من الخلايا في ظروف هذه البيئة. تكون عملية التعقيم المجزأ عادة فعالة في الاستخدام. لكنها لا تعتبر مضمونة كليا – بعض الابواغ الجرثومية ربما تبقي علي قيد الحياة وتنمو فيما بعد وتتضاعف. استخدامها غير شائع في هذه الأيام، لكن تستخدم لتعقيم بعض الأشياء التي لا يمكنها التأقلم مع ضغط التسخين مثل بذور النبات.